# Charles Mewès

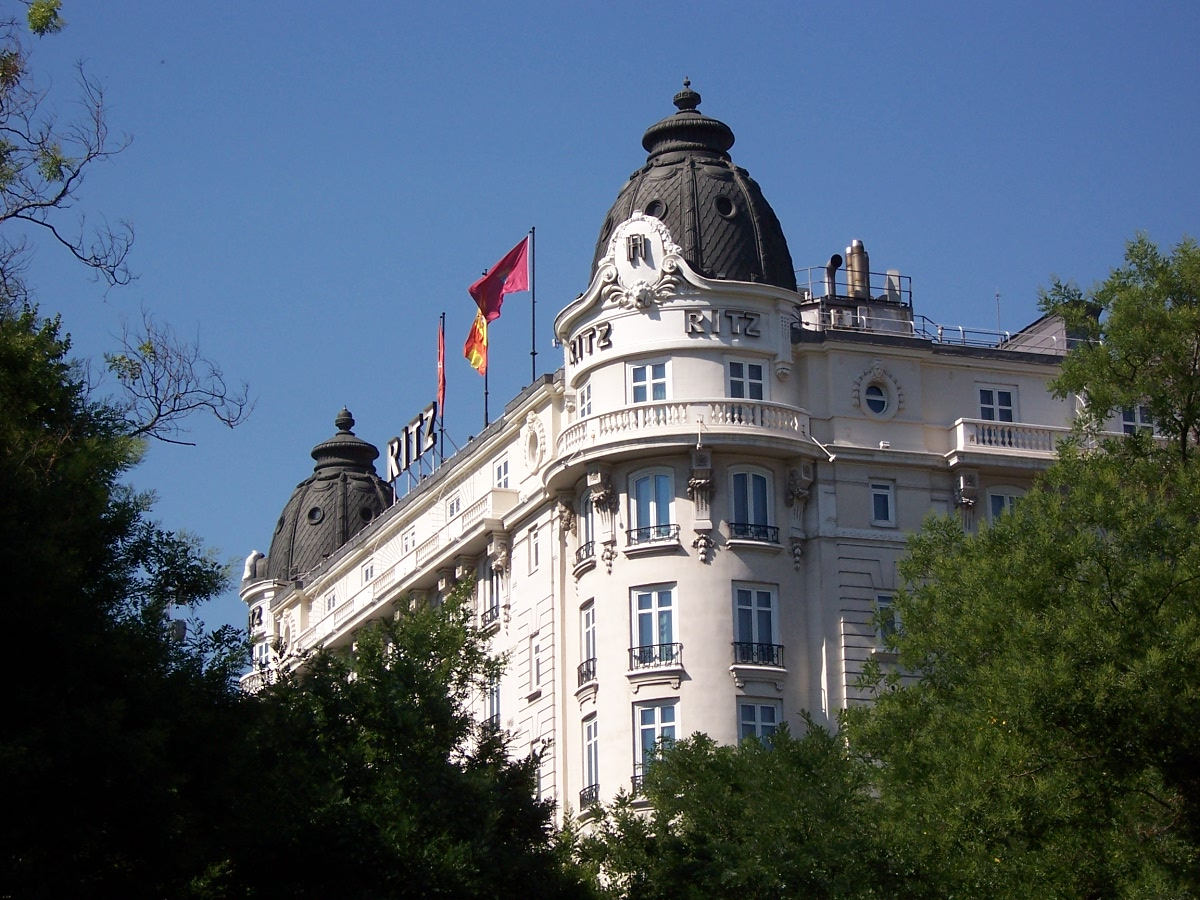
El Hotel Ritz de Madrid, una de sus obras más conocidas en España.

Charles Frédéric Mewès (Estrasburgo, 1858-1914) fue un arquitecto francés, procedente de una familia judía del Báltico, famoso por haber realizado varios hoteles de la cadena Ritz. Su familia abandonó Alsacia en 1870 tras la victoria prusiana.

## Obras mayores

### Hoteles
- Hôtel Ritz Paris, 15 Place Vendôme (1897–1898) : transformación del Hotel de Gramont para el César Ritz, el primer hotel del mundo que tuvo baños en cada habitación gracias a la invención de la ventilación natural.
- Carlton Hotel de Londres (1899), la primera institución en la que combinó el empleo de la piedra y el acero.
- Ritz Hotel, 150 Piccadilly (Londres) para el César Ritz (1904–1905) : Mewès busca realizar una unidad de estilos, dominada por referencias al estilo de Luis XVI.
- Hotel Ritz Madrid (1910), en asociación con el arquitecto español Luis de Landecho.
- Hotel María Cristina en San Sebastián (España) (1912).

### Residencias privadas
- Château de Rochefort-en-Yvelines (Yvelines) construido en el periodo que va desde 1896 y 1904 por Jules Porges, inspirado por el Hotel de Salm (Palais de la Légion d'honneur), pero de dobles proporciones.
- Hotel Rodolphe Kann, 51 Avenue d'Iena (Paris) : transformación para Calouste Gulbenkian de un edificio construido por Ernest Sanson, en asociación con Emmanuel Pontremoli.
- Lutton Hoo (Bedfordshire, Inglaterra) por Sir Julius Wernher socio de Jules Porges : el desarrollo completo, con la añadidura del ático, interior decoración interior (1903).
- Polesden Lacey (Surrey, Inglaterra) : extensión realizada por Mrs. Ronald Greville para crear un apartamento del rey Edward VII (1906).
- Coombe Court, re-desarrollo realizado para Lady de Gray.

### Barcos y otros
- Royal Automobile Club en Pall Mall en Londres (1908–1911).
- El transatlántico Amerika (1905), el primero que fue diseñado por el mismo arquitecto.
- El transatlántico Imperator (1913), es de destacar el uso de mármol en abundancia, particularmente para la piscina y para la elaboración del primer dining room.
- El transatlántico Vaterland (1914)
- Balneario de Contrexéville (Vosges).

- Datos: Q2408130
- Multimedia: Charles Mewès / Q2408130